# Bladnäsor
Bladnäsor (Phyllostomidae) är en familj i däggdjursordningen fladdermöss som finns från norra Argentina och centrala Chile i Sydamerika över Centralamerika och Västindien norrut till Mexiko och sydvästra USA.

## Kännetecken
Både familjens vetenskapliga namn och dess trivialnamn syftar på att dessa fladdermöss ofta har stora hudflikar kring nospartiet. Dessa har olika form hos olika arter, eftersom de är anpassade till deras skilda levnadssätt. Några arter har i stället för hudflikar på näsan utskott vid underläppen. Det antas att hudflikarna har en funktion som extra hjälpmedel i dessa fladdermöss ekolokalisering. Färgen är oftast brun, grå eller svart, men det finns också en art som är vit (Ectophylla alba). Några familjemedlemmar byter pälsfärg under årets lopp. Dessutom finns arter med vita strimmor på mörk grundfärg. Hos bladnäsor förekommer arter med och utan svans. De olika arterna varierar i storlek från 4 till 16 centimeter i kroppslängd (huvud och bål) och i vikt från 7 till 200 gram.
Små familjemedlemmar har bara 26 mm långa underarmar och hos större arter kan underarmarna vara 106 mm långa. Alla arter har en tragus i varje öra men annars kan öronens form variera. Ögonen är vanligen stora.
Hudfliken på näsan är inte unik för familjen. Ett liknande organ finns även hos rundbladnäsor.

## Levnadssätt
Familjens arter uppvisar stor variation i sitt levnadssätt och har också anpassat sig till många olika slags livsmiljöer. De flesta arter är insektsätare, men det finns också några arter som är rovdjur, till exempel den falska vampyren (Vampyrum spectrum) som kan ta små fåglar och grodor, och en del arter som främst äter frukt, nektar och pollen. I familjen ingår även underfamiljen vampyrer (Desmodontinae) med tre arter som är de enda däggdjuren som har blod som huvudföda. De flesta arter är nattaktiva och vilar under dagen, gärna i små grupper i grottor, gruvor, byggnader eller i ihåliga träd, men några arter kan samlas i stora kolonier på flera hundra djur.
Dessa fladdermöss behöver oftast en upphöjd plats för att starta flyget. Ett undantag är vampyrer som kan starta från marken och som har bra förmåga att gå och hoppa.
Hos de flesta bladnäsor blir honor under olika årstider brunstiga. Bara i norra delen av utbredningsområdet är fortplantningen begränsad till årets varma tider. Dräktigheten börjar utan fördröjning och den varar beroende på art mellan 40 dagar och 8 månader. Allmänt föds en unge per kull. Hur länge ungen diar sin mor beror på arten och kan variera från 6 veckor till 8 eller 10 månader. Könsmognaden infaller efter ett eller två år och honor blir oftast tidigare könsmogna än hannar.
Flera ungdjur dör under första levnadsåret. Exemplar som klarar sig längre kan hos små arter leva 7 år. Den egentliga vampyren (Desmodus rotundus) kan leva 18 år i naturen och 19,5 år i fångenskap.

## Bladnäsor och andra organismer
Familjemedlemmar som livnär sig av nektar och pollen har stor betydelse för växternas pollinering i utbredningsområdet. Bladnäsor som äter frukter hjälper vid spridningen av växternas frön. Vissa individer flyger en längre sträcka med frukten innan de äter vad som resulterar i en större spridning. Dessa bladnäsor som jagar insekter minskar leddjurens bestånd betydlig och förhindrar så en plåga. De bloddrickande arterna utgör parasiter för sina värddjur och de kan överföra sjukdomar som rabies.
Det finns inga rovlevande djur som är specialiserade på bladnäsor men arterna kan falla offer för de vanliga predatorerna som rovdjur, ugglor, rovfåglar och ormar. Under flyget är bladnäsor vanligen svårfångade på grund av sin aktivitet under natten och sitt kamouflage. Bladnäsor är främst sårbar vid viloplatsen. Ett fåtal familjemedlemmar som stor spjutnäsa (Vampyrum spectrum) eller Chrotopterus auritus jagar andra bladnäsor eller andra fladdermöss av mindre storlek.

## Systematik
Det finns minst 148 kända arter av bladnäsor, uppdelade i 48 olika släkten. Det har också uppgivits siffror på 150 arter i 50 olika släkten.
- familjen Phyllostomidae
  - underfamiljen Brachyphyllinae
    - släktet Brachyphylla

  - underfamiljen Carollinae
    - släktet Carollia
    - släktet Rhinophylla

  - underfamiljen Desmodontinae
    - släktet Desmodus
    - släktet Diaemus
    - släktet Diphylla

  - underfamiljen Glossophaginae
    - släktet Anoura
    - släktet Choeroniscus
    - släktet Choeronycteris
    - släktet Glossophaga
    - släktet Hylonycteris
    - släktet Leptonycteris
    - släktet Lichonycteris
    - släktet Lionycteris
    - släktet Lonchophylla
    - släktet Monophyllus
    - släktet Musonycteris
    - släktet Platalina
    - släktet Scleronycteris
    - släktet Xeronycteris

  - underfamiljen Phyllonycterinae
    - släktet Erophylla
    - släktet Phyllonycteris

  - underfamiljen Phyllostominae
    - släktet Chrotopterus
    - släktet Lampronycteris
    - släktet Lonchorhina
    - släktet Lophostoma
    - släktet Macrophyllum
    - släktet Macrotus
    - släktet Micronycteris
    - släktet Mimon
    - släktet Phylloderma
    - släktet Phyllostomus
    - släktet Tonatia
    - släktet Trachops
    - släktet Vampyrum

  - underfamiljen Stenodermatinae
    - släktet Ametrida
    - släktet Ardops
    - släktet Ariteus
    - släktet Artibeus
    - släktet Centurio
    - släktet Chiroderma
    - släktet Ectophylla
    - släktet Mesophylla
    - släktet Phyllops
    - släktet Platyrrhinus
    - släktet Pygoderma
    - släktet Sphaeronycteris
    - släktet Stenoderma
    - släktet Sturnira
    - släktet Uroderma
    - släktet Vampyressa
    - släktet Vampyrodes